# Liste des ordres, décorations et médailles de la république du Congo
La liste des ordres civils et militaires de la république du Congo récapitule les différents ordres de la république du Congo.

## La grande chancellerie des ordres nationaux
C'est l'organe de gestion des distinctions honorifiques, des armoiries, des drapeaux et étendards nationaux. Sur le plan administratif, elle relève de la maison militaire du président de la république, grand maître des ordres nationaux.

## Les ordres militaires
| Ruban | Ordre                                                          | Caractéristique           | Fondation                                               | Période                       | Observations                                |
| ----- | -------------------------------------------------------------- | ------------------------- | ------------------------------------------------------- | ----------------------------- | ------------------------------------------- |
|       | Ordre du Mérite congolais                                      | Mérite civil et militaire | 25 février 1959 par le Premier ministre Fulbert Youlou, | République du Congo           | 5 grades et 2 dignités                      |
|       | Croix de la Bravoure Militaire                                 | Mérite militaire          |                                                         | République du Congo           |                                             |
|       | Croix de la Valeur Militaire                                   | Mérite militaire          |                                                         | République du Congo           | Grande médaille dorée de 50 mm de diamètre. |
|       | Médaille d'honneur pour blessés, mutilés et victimes de guerre | Mérite civil et militaire |                                                         | République du Congo           |                                             |
|       | Médaille d'honneur de la Police                                | Mérite de la police       | 27 juin 1961                                            | République du Congo           | 1 seul grade.                               |
|       | Ordre de Compagnon de la Révolution                            | Mérite civil et militaire |                                                         | République populaire du Congo | Plus distribué depuis le 10 juin 1991       |

## Les ordres civils
| Ruban | Ordre                                                            | Caractéristique | Fondation                                               | Période             | Observations |
| ----- | ---------------------------------------------------------------- | --------------- | ------------------------------------------------------- | ------------------- | --- |
|       | Ordre du Dévouement Congolais                                    | Mérite civil    | 28 juillet 1960 par le Premier ministre Fulbert Youlou. | République du Congo | Ordre attribué pour les mérites dans les domaines de l'administration, politique, économique, social et culturelet pour le courage et le dévouement dans la défense des intérêts nationaux. 5 classes. |
|       | Médaille d'honneur des Professions de Justice                    | Mérite civil    |                                                         | République du Congo | 3 classes |
|       | Médaille d'honneur                                               | Mérite civil    | 28 juillet 1960 par le Premier ministre Fulbert Youlou. | République du Congo | 3 classes (Or, Argent et Bronze). Attribué 2 fois par an: le 1er mai (fête du travail) et le 28 novembre (fête de la nation). Ration: 70% (Bronze); 25% (Argen) et 5% (Or)                             |
|       | Médaille d'honneur de la Recherche Scientifique et Technologique | Mérite civil    |                                                         | République du Congo | 3 classes |
|       | Médaille d'honneur de la Santé Publique                          | Mérite civil    | 16 juin 1964                                            | République du Congo | 3 classes. Attribuée pour services rendus dans les domaines de la santé, l'hygiène et la protection de l'enfance.                                                                                      |
|       | Ordre du Mérite Agricole                                         | Mérite civil    |                                                         | République du Congo | Attribué pour des réalisations dans le développement de l'agriculture au niveau national. 3 grades |
|       | Ordre du Mérite Sportif                                          | Mérite civil    |                                                         | République du Congo | 3 classes |
|       | Ordre National de la Paix                                        | Mérite civil    |                                                         | République du Congo | 5 classes |